# Tre Limentre - Reno
Tre Limentre - Reno este o arie protejată (arie specială de conservare — SAC, sit de importanță comunitară — SCI) din Italia întinsă pe o suprafață de 9.360 ha, integral pe uscat.

## Localizare
Centrul sitului Tre Limentre - Reno este situat la coordonatele 44°02′54″N 10°58′05″E / 44.048333°N 10.968056°E.

## Înființare
Situl Tre Limentre - Reno a fost declarat sit de importanță comunitară în octombrie 2010 pentru a proteja 23 de specii de animale. Situl a fost protejat și ca arie specială de conservare în decembrie 2016.

## Biodiversitate
Situată în ecoregiunea continentală, aria protejată conține 13 habitate naturale: Păduri aluvionare cu Alnus glutinosa și Fraxinus excelsior (Alno-Padion, Alnion incanae, Salicion albae), Pajiști uscate europene, Râuri de munte și vegetația lor lemnoasă cu Salix elaeagnos, Păduri de fag Luzulo-Fagetum, Păduri pe pante, grohotișuri și ravene de Tilio-Acerion, Liziere de ierburi înalte hidrofile de câmpie și de nivel montan până la alpin, Păduri de Castanea sativa, Pante stâncoase silicioase cu vegetație casmofită, Păduri panonice-balcanice de stejar turcesc - stejar sesil, Formațiuni de Juniperus communis pe lande sau pajiști calcaroase, Râuri cu maluri nămoloase cu vegetație de Chenopodion rubri p.p. și Bidention p.p., Izvoare petrifiante cu formare de travertin (Cratoneurion), Peșteri inaccesibile publicului.
La baza desemnării sitului se află mai multe specii protejate:
- păsări (14): acvilă de munte (Aquila chrysaetos), caprimulg (Caprimulgus europaeus), cojoaica de pădure (Certhia familiaris), mierla de apă (Cinclus cinclus), șerpar (Circaetus gallicus), erete de stuf (Circus aeruginosus), șoim călător (Falco peregrinus), vânturel roșu (Falco tinnunculus), capîntortură (Jynx torquilla), sfrâncioc roșiatic (Lanius collurio), pițigoi moțat (Lophophanes cristatus), ciocârlie de pădure (Lullula arborea), viespar (Pernis apivorus), Ptyonoprogne rupestris
- amfibieni (2): Bombina pachypus, Salamandrina terdigitata
- mamifere (2): lupul (Canis lupus), liliacul mic cu potcoavă (Rhinolophus hipposideros)
- nevertebrate (2): Austropotamobius pallipes, rădașcă (Lucanus cervus)
- pești (3): Barbus plebejus, zglăvoacă (Cottus gobio), Telestes muticellus

Pe lângă speciile protejate, pe teritoriul sitului au mai fost identificate 33 de specii de plante, 5 specii de amfibieni, 7 specii de mamifere, 10 specii de nevertebrate, 3 specii de reptile.